# Oudemolen (Tynaarlo)
Oudemolen is een plaats in de Drentse gemeente Tynaarlo. Het dorp telde in 2023 60 inwoners.
Het dorp is genoemd naar de vervallen watermolen die hier in de Drentsche Aa heeft gestaan. Het ligt in het Nationaal beek- en esdorpenlandschap Drentsche Aa. Het dorp met enkele boerderijen ligt op het kruispunt van de weg Gasteren - Zeijen en de weg Loon - Zeegse. In het dorp staat een molen, de korenmolen De Zwaluw uit 1837. 

## Defensie
Defensie heeft een klein militair oefenterrein bij Oudemolen. Aan de weg naar Zeegse werd in 1952 een mobilisatiecomplex gebouwd, dat in 1976 werd uitgebreid maar in 2005 werd gesloten. Daarna werd het gebruikt als opslagplaats voor afgedankt defensiematerieel (DMO-afstotingslocatie). Na de komst van deze locatie werd in 1955 ook de weg tussen Oudemolen en Zeegse geasfalteerd. Anno 2023 wordt het complex gebruikt voor het opknappen van YPR-pantservoertuigen voor Oekraïne, in de oorlog om dat land.

## Zie ook

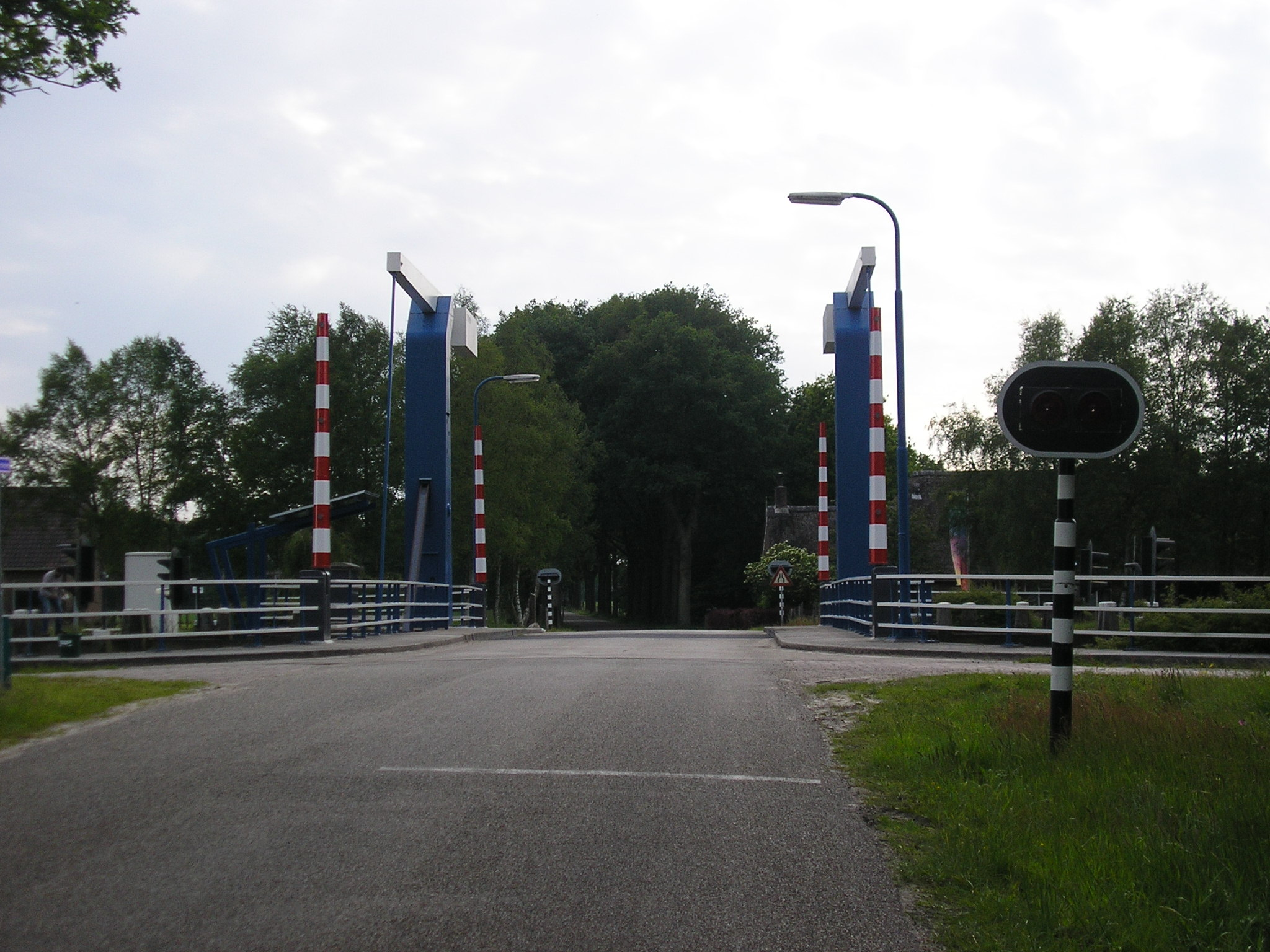
Brug over het Noord-Willemskanaal bij Oudemolen
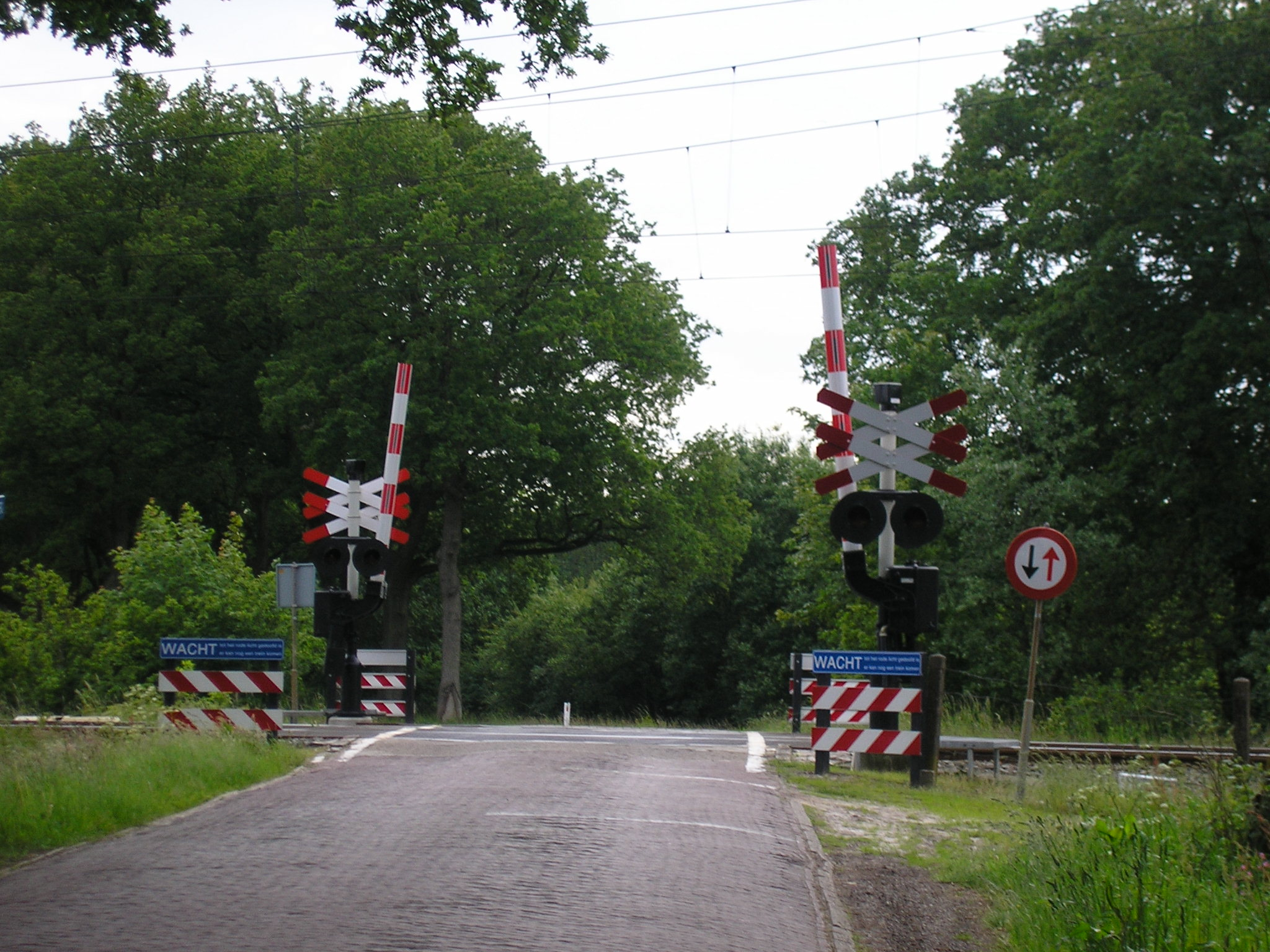
Spoorwegovergang over de spoorlijn Meppel - Groningen